# Bertel Elmgaard
Hans Bertel Marius Elmgaard, född den 16 oktober 1861 nära Vejle, död den 21 mars 1894, var en dansk författare.
Elmgaard, som till yrket var journalist, skrev åtskilliga skisser och berättelser med ämnen från folklivet (Tøbrud, 1888, I Marken, 1894, med flera).